# Psephellus simplicicaulis
Psephellus simplicicaulis, anteriormente Centaurea simplicicaulis, es una especie de la familia de las asteráceas.

## Descripción
Esta tapizante perenne tiene un rizoma rastrero y numerosas rosetas diminutas de hojas disectas, verdegrisáceas en el haz y afieltradas y blancas en el envés. A principios de verano produce escapos florales esbeltos áfilos de hasta 45 cm de altura terminados en una cabezuela de 35 mm de ancho de estructura delicada con flósculos rosa-violáceo.

## Distribución
En el Cáucaso y el centro de Asia.

## Taxonomía
Psephellus simplicicaulis fue descrita por (Boiss. & A.Huet) Wagenitz y publicado en Willdenowia, 30(1): 36, 2000.
Sinonimia
- Centaurea adjarica Albov
- Centaurea dimitriewae Sosn.
- Centaurea simplicicaulis Boiss. & A.Huet
- Centaurea simplicicaulis subsp. adjarica (Albov) Djindjolia[2]